# Наси (район)
Наси́ (кит. упр. 纳溪, пиньинь Nàxī) — район городского подчинения городского округа Лучжоу провинции Сычуань (КНР).

## История
При империи Северная Сун в 1051 году в месте впадения современной реки Юннинхэ (тогда носившей название Наси) в Янцзы был основан форт Насичжай (纳溪寨). При империи Южная Сун в 1232 году был образован уезд Наси (纳溪县).
В январе 1950 года был образован Специальный район Лусянь (泸县专区), и уезд вошёл в его состав. В декабре 1952 года Специальный район Лусянь был переименован в Специальный район Лучжоу (泸州专区). В августе 1960 года Специальный район Лучжоу был расформирован, входившие в его состав административные единицы были переданы в состав Специального района Ибинь (宜宾区专).
В 1970 году Специальный район Ибинь был переименован в Округ Ибинь (宜宾地区). В 1983 году город Лучжоу и уезды Лусянь, Наси и Хэцзян были выделены в отдельный городской округ Лучжоу.
В 1995 году постановлением Госсовета КНР уезд Наси был преобразован в район Наси городского округа Лучжоу.

## Административное деление
Район Наси делится на 3 уличных комитета и 12 посёлков.